# Horornis carolinae
El cetia de Tanimbar (Horornis carolinae) es una especie de ave paseriforme de la familia Cettiidae.
Es endémica de Yamdena, en las islas Tanimbar (Indonesia). Sus hábitats naturales son: bosques tropicales húmedos de baja altitud. Está amenazada por pérdida de hábitat.